# Василик Михайло
Васи́лик Михайло (20 листопада 1928, с. Сороки, нині Чортківського району Тернопільської області — 30 жовтня 2017, Буенос-Айрес, Аргентина) — економіст, історик, соціолог. Доктор економічних наук УВУ (1976 р.).

## Життєпис
Михайло Василик народився 20 листопада 1928 року у селі Сороки, нині Чортківського району Тернопільської області. В молодому віці став дивізійником Української Національної Армії (Першої дивізії «Галичина»).
Вступив до Пласту 7 жовтня 1945 року в Ляндеку (Австрія, французька окупаційна зона). Виконував обов'язки гурткового, курінного, кошового писаря. Відбув курс новацьких і юнацьких виховників у Ляндеку (6—30 березня 1949).
Навчався в Іннсбруцькому університеті (Австрія, 1949—1950 роки).
1950 року емігрував до Аргентини, де продовжив навчання. 1963 року закінчив Аргентинський католицький університет у Буенос-Айресі. Пізніше навчався в Аргентинському університеті Джона Кеннеді (1970—1971 рр.). Від 1965 — професор історії й географії України та християнських соціальних доктрин, від 1974 р. директор філії Українського католицького університету святого Климентія (Папи) в Буенос-Айресі; від 1965 р. викладач, від 1973 р. асоційований професор, від 1990 р. професор і завідувач кафедри економіки Аргентинського католицького університету.
Голова Крайової Пластової старшини (1956—1959, 1968—1970 роки), Крайової Пластової ради (1977—1981, 1986, 1991, 1995—1997 роки), Українського католицького об'єднання (1975—1998 роки), Української центральної репрезентації в Аргентині (1990—1994 роки).
Член управи Товариства українсько-арґентинських високошкільників, Українського кредитного кооперативу «Відродження», член товариства «Просвіта». Видавець і редактор «Бюлетеня Української Центральної Репрезентації в Аргентині» (1990—1994 роки), журнал «Скрипти» (1984—1996 роки).

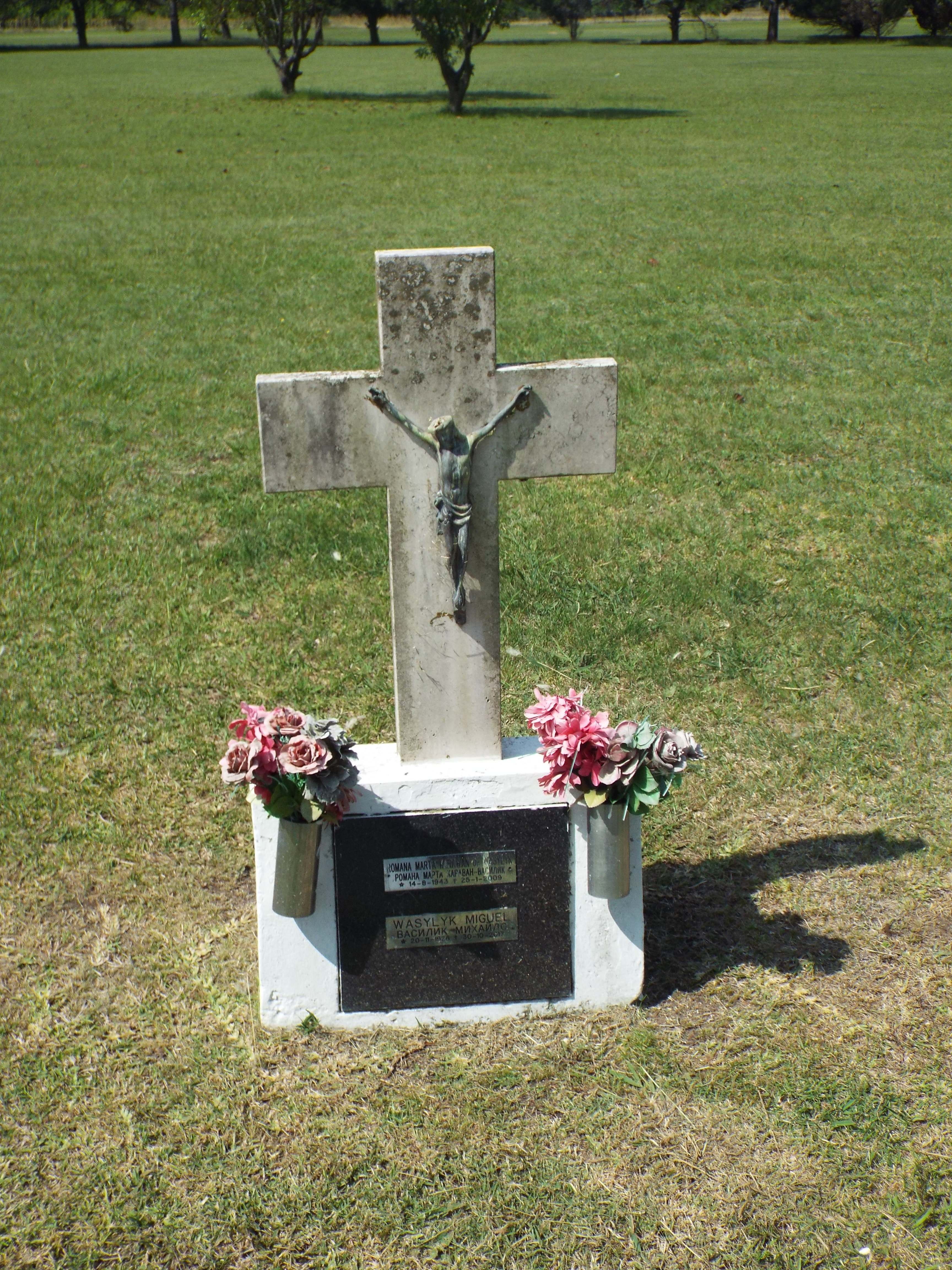
Могила Михайла Василика на українському цвинтарі в Монте-Гранде. Фото 2020 р.

Написав сім книжок про історію, економіку та про українців в Аргентині. За книгу з історії України отримав титул доктора honoris causa Українського католицького університету.
Помер 30 жовтня 2017 року. Похований на українському цвинтарі в Монте-Гранде, координати групи поховань — -34.862717°, -58.478600° [Архівовано 1 травня 2022 у Wayback Machine.].

## Праці
- Українці в Арґентіні і Уруґваю. Ню-Йорк, 1980;
- Українські поселення в Арґентіні. Мюнхен, 1982;
- Україніка в переписах населення Арґентини // Interpido Pastori. Rome, 1984;
- Breve historia de Ucrania. Buenos Aires, 1991;
- Ukrainians in Argentina // Ukraine and Ukrainians throughout the World. Toronto, 1994;
- Economίa Post-soviética (el ejemplo de Ucrania). Buenos Aires, 1997;
- Inmigración Ucrania en la República Argentina. Buenos Aires, 2000.